# Cierpigórz (przystanek kolejowy)
Cierpigórz – przystanek na linii kolejowej Siedlce – Czeremcha, położony w Cierpigórzu, w województwie mazowieckim, w Polsce.  Leży pomiędzy Cierpigórzem a Zawadami.

## Ruch pasażerski
| Rok  | Wymiana pasażerska na dobę |
| ---- | -------------------------- |
| 2017 | 0-9                        |
| 2022 | 0-9                        |

## Połączenia
- Czeremcha
- Hajnówka
- Siedlce
- Tłuszcz